# Primeira Liga 2008/09
De Primeira Liga 2008/09 was het 75ste seizoen van de strijd in de hoogste afdeling van het Portugese betaald voetbal. Het ging van start op 22 augustus 2008 en eindigde op 24 mei 2009. Nieuwkomers waren CD Trofense en Rio Ave. Beide clubs waren in het voorafgaande seizoen (2007/08) vanuit de Segunda Liga naar de hoogste divisie gepromoveerd. FC Porto behaalde onder leiding van trainer-coach Jesualdo Ferreira de 24ste landstitel uit de clubgeschiedenis.

## Eindstand
| №  | Club              | WG | W  | G  | V  | DV | DT | +/– | Punten |
| -- | ----------------- | -- | -- | -- | -- | -- | -- | --- | ------ |
|    | FC Porto          | 30 | 21 | 7  | 2  | 61 | 18 | +43 | 70     |
| 2  | Sporting CP       | 30 | 20 | 6  | 4  | 45 | 20 | +25 | 66     |
| 3  | SL Benfica        | 30 | 17 | 8  | 5  | 54 | 32 | +22 | 59     |
| 4  | CD Nacional       | 30 | 15 | 7  | 8  | 47 | 32 | +15 | 52     |
| 5  | Sporting Braga    | 30 | 13 | 11 | 6  | 38 | 21 | +17 | 50     |
| 6  | Leixões SC        | 30 | 12 | 9  | 9  | 30 | 31 | –1  | 45     |
| 7  | Académica Coimbra | 30 | 10 | 9  | 11 | 28 | 32 | –4  | 39     |
| 8  | Vitória Guimarães | 30 | 10 | 8  | 12 | 32 | 36 | –4  | 38     |
| 9  | CS Marítimo       | 30 | 9  | 10 | 11 | 35 | 36 | –1  | 37     |
| 10 | Paços de Ferreira | 30 | 9  | 7  | 14 | 37 | 42 | –5  | 34     |
| 11 | Estrela Amadora   | 30 | 8  | 10 | 12 | 26 | 38 | –12 | 34     |
| 12 | Rio Ave           | 30 | 8  | 6  | 16 | 20 | 35 | –15 | 30     |
| 13 | Naval 1° de Maio  | 30 | 7  | 8  | 15 | 25 | 39 | –14 | 29     |
| 14 | Vitória Setúbal   | 30 | 7  | 5  | 18 | 21 | 46 | –25 | 26     |
| 15 | Belenenses        | 30 | 5  | 9  | 16 | 28 | 52 | –24 | 24     |
| 16 | CD Trofense       | 30 | 5  | 8  | 17 | 25 | 42 | –17 | 23     |

## Statistieken

### Topscorers
- In onderstaand overzicht zijn alleen de spelers opgenomen met tien of meer treffers achter hun naam.

| № | Naam speler    | Club        | Goals | Pen | Duels | Gem  |
| - | -------------- | ----------- | ----- | --- | ----- | ---- |
| 1 | Nenê           | CD Nacional | 20    | 1   | 28    | 0,71 |
| 2 | Óscar Cardozo  | SL Benfica  | 17    | 3   | 26    | 0,65 |
| 3 | Liédson        | Sporting CP | 17    | 0   | 26    | 0,65 |
| 4 | Ernesto Farías | FC Porto    | 10    | 0   | 20    | 0,50 |
| 5 | Babá Diawara   | CS Marítimo | 10    | 0   | 25    | 0,40 |
| 6 | Lisandro López | FC Porto    | 10    | 1   | 28    | 0,36 |

### Meeste speelminuten
| Naam           | Club       | Duels | Min.  | Werd in het veld gebracht | Werd van het veld gehaald |
| -------------- | ---------- | ----- | ----- | ------------------------- | ------------------------- |
| Júlio César    | Belenenses | 30    | 2.700 | 0                         | 0                         |
| Beto           | Leixões    | 30    | 2.700 | 0                         | 0                         |
| Bruno Alves    | FC Porto   | 30    | 2.700 | 0                         | 0                         |
| Paulão         | Naval      | 30    | 2.700 | 0                         | 0                         |
| Rafael Bracali | Nacional   | 30    | 2.700 | 0                         | 0                         |
| João Guilherme | Marítimo   | 30    | 2.700 | 0                         | 0                         |

### Nederlanders
Onderstaande Nederlandse voetballers kwamen in het seizoen 2008/09 uit in de Primeira Liga.
| Naam                   | Club        | Debuut     | Duels | Dlp. |
| ---------------------- | ----------- | ---------- | ----- | ---- |
| Antoine van der Linden | CS Marítimo | 18.08.2007 | 16    | 0    |

### Scheidsrechters
| Naam                 | Geboren    | Duels | Kreeg geel | Kreeg voor de tweede keer geel en dus rood | Weggestuurd |
| -------------------- | ---------- | ----- | ---------- | ------------------------------------------ | ----------- |
| Olegario Benquerença | 18.10.1969 | 17    | 77         | 4                                          | 0           |
| Jorge Sousa          | 18.09.1975 | 17    | 89         | 6                                          | 2           |
| Pedro Proença        | 03.11.1970 | 15    | 83         | 2                                          | 1           |
| Carlos Xistra        | 02.01.1974 | 15    | 72         | 1                                          | 2           |
| Artur Soares Dias    | 14.07.1979 | 14    | 67         | 4                                          | 3           |
| Lucílio Batista      | 26.04.1965 | 12    | 58         | 3                                          | 1           |
| Duarte Gomes         | 16.01.1973 | 12    | 61         | 1                                          | 1           |
| Paulo Baptista       | 19.12.1969 | 11    | 57         | 1                                          | 1           |
| Paulo Costa          | 02.12.1964 | 11    | 48         | 1                                          | 4           |
| Rui Costa            | 10.06.1976 | 11    | 49         | 1                                          | 1           |
| Cosme Machado        | 10.12.1975 | 11    | 65         | 1                                          | 1           |
| João Capela          | 07.08.1974 | 10    | 44         | 2                                          | 0           |
| Hugo Miguel          | 16.01.1977 | 10    | 39         | 0                                          | 1           |
| Bruno Paixão         | 18.05.1974 | 10    | 56         | 1                                          | 1           |
| Vasco Santos         | 31.08.1976 | 10    | 35         | 1                                          | 0           |
| Pedro Henriques      | 26.09.1965 | 9     | 33         | 1                                          | 2           |
| João Lopes Ferreira  | 25.09.1967 | 9     | 25         | 1                                          | 0           |
| Elmano Santos        | 23.05.1966 | 9     | 46         | 4                                          | 1           |
| Luís Reforço         | 01.08.1974 | 8     | 42         | 1                                          | 1           |
| Marco Ferreira       | 08.03.1977 | 7     | 35         | 3                                          | 0           |
| Augusto Costa        | 05.07.1971 | 3     | 5          | 0                                          | 0           |
| Bruno Esteves        | 27.11.1977 | 3     | 11         | 1                                          | 0           |
| André Gralha         | 06.05.1976 | 3     | 11         | 0                                          | 0           |
| Nuno Miguel Roque    | 20.03.1979 | 3     | 16         | 0                                          | 0           |
| Totaal               | Totaal     | 240   | 1124       | 40                                         | 23          |